# Rechtsöffnung
Mit der Rechtsöffnung wird im Schweizer Recht im Betreibungsverfahren der vom Schuldner erhobene Rechtsvorschlag beseitigt, so dass die Betreibung (Zwangsvollstreckung) weitergeführt werden kann.

## Schweiz
Falls die Forderung unmittelbar auf einem Gerichtsurteil oder einem Urteil gleichgestellten Titel beruht, so kann der Gläubiger in einem vereinfachten Verfahren beim Richter gemäss Art. 80 SchKG direkt die definitive Rechtsöffnung beantragen. Dagegen kann der Schuldner nur vorgehen, wenn er die Tilgung oder Stundung der Schuld durch Urkunden beweisen kann oder die Forderung bereits verjährt ist.
Ist eine öffentliche Urkunde oder eine unterschriftliche Schuldanerkennung (bspw. ein Vertrag) vorhanden, so kann ebenfalls in einem vereinfachten Verfahren die provisorische Rechtsöffnung im Sinne von Art. 82 SchKG beantragt werden. Wird die provisorische Rechtsöffnung erteilt, so hat der Schuldner 20 Tage Zeit, in einem ordentlichen Prozess auf Aberkennung der Forderung klagen.
Ist weder ein definitiver, noch ein provisorischer Rechtsöffnungstitel vorhanden, so muss der Gläubiger seinen Anspruch in einem ordentlichen Verfahren geltend machen und gleichzeitig vom Gericht die Beseitigung des Rechtsvorschlages beantragen (Art. 79 SchKG).
Gemäss der Schweizer Gesetzgebung ist die Rechtsöffnung der erste Moment, in dem im Betreibungsverfahren Beweise vorgelegt werden müssen. Der Gläubiger kann grundlos die Betreibung einleiten (auch wenn es gar keine Schuld gibt) und der Schuldner kann auch gegen eine an sich rechtmässige Forderung den Rechtsvorschlag erheben.
Über die Rechtsöffnung wird in einem kontradiktorischen Verfahren entschieden. Die Zuständigkeit liegt beim Gericht am Betreibungsort. Die Gerichtskosten für das Rechtsöffnungsverfahren sind zwischen 40.- und 2'000.- Franken.

## Rezeption in Liechtenstein

### Übersicht
Die Bestimmungen über die Rechtsöffnung wurden in Liechtenstein teilweise rezipiert (RSO). Dabei wurden jedoch lediglich die Bestimmungen über die provisorische Rechtsöffnung aus dem schweizerischen Recht übernommen und adaptiert. Durch die nur teilweise Übernahme und Anpassung wurde in Liechtenstein eine eigene Form der provisorischen Rechtsöffnung geschaffen.
Diese Bestimmungen über die Rechtsordnung werden nach der (nicht unstrittigen) Spruchpraxis der liechtensteinischen Gerichte teilweise durch die liechtensteinische Exekutionsordnung ergänzt.

### Rechtswirkung des Rechtsöffnungsverfahrens in Liechtenstein
Die Entscheidung über die Rechtsöffnung hat nur vorläufigen Charakter. Es wird darüber entschieden, ob der im Schuldentriebverfahren (auch Zahlbefehlverfahren oder Mahnverfahren genannt – Art 577 ff ZPO) erhobene Widerspruch aufgehoben werden kann oder nicht.

### Anerkennung von Urteilen in Liechtenstein
Einer der wichtigsten Bereiche des liechtensteinischen Rechtsöffnungsverfahrens bildet die Anerkennung von ausländischen Urteilen und den damit verbundenen Rechtsfolgen in Liechtenstein. Ausländische Urteile sind gemäss Art 49 Abs. 2 und 50 RSO grundsätzlich als öffentliche Urkunden und damit als Grundlage für den Rechtsöffnungstitel geeignet. Das liechtensteinische Recht ist im Zusammenhang mit der Anerkennung und Vollstreckung ausländischer Entscheidungen sehr restriktiv. Im Rahmen der Rechtsöffnung (bestehen) bescheidene Möglichkeiten, (…) auch ausländische Erkenntnisse zur Erleichterung des Verfahrens heranzuziehen.

#### Verfahrensablauf zur Anerkennung ausländischer Urteile
1. Ausfertigung eines Urteils durch ein ausländisches Gericht,
2. Beantragung eines Zahlbefehls, gestützt auf dieses ausländische Urteil in Liechtenstein,
3. Ausstellung eines bedingten Zahlbefehls durch das liechtensteinische Landgericht,
4. Möglichkeit des Widerspruchs gegen den Zahlbefehl durch den Verpflichteten (daher bedingter Zahlbefehl),
5. Beantragung der Rechtsöffnung auf Grundlage des ausländischen Urteils,
6. Das liechtensteinische Gericht klärt in einem raschen, summarischen Verfahren, ob der Anspruch auf Grundlage der vorhandenen Urkunden (ausländisches Urteil[10]) gegeben ist oder nicht[11],
7. liegen die Voraussetzungen vor, wird ein vollstreckbarer Titel (Exekutionsordnung) vom Landgericht erlassen[12],
8. Der Verpflichtete kann gegen den vollstreckbaren Titel binnen 14 Tagen eine Aberkennungsklage einleiten (Art 51 Abs. 4 RSO)[13]

Wird die Aberkennungsklage (Art 1 Bst. d EO) erhoben, wird das Verfahren in der Sache selbst in Liechtenstein nochmals durchgeführt, wobei wieder in allen drei Instanzen verhandelt werden kann.

### Kritik am Rechtsöffnungsverfahren
Die Rezeption des Rechtsöffnungsverfahrens und die Anwendung innerhalb des liechtensteinischen Zivilprozessrechtes ist auch auf erhebliche Kritik gestossen. So hat das liechtensteinische Obergericht im Beschluss 7 Rö 2002.3-36 vom 22. August 2002, Pkt. II. ausgeführt: Ergänzend ist zu bemerken, dass die Zulassung des Rechtsöffnungsverfahrens für ausländische Urteil(e) gemäss Art 49 ff RSO als gesetzgeberische Fehlleistung zu bezeichnen ist und zwar unabhängig davon, ob die Gegenseitigkeit bei Erlass des Gesetzes verlangt war oder nicht. Weiters im selben Beschluss, Pkt. II: Der Weg über das Rechtsöffnungsverfahren zum (ordentlichen) Aberkennungsprozess ist eine prozessökonomisch unsinnige Lösung.